# Rose Dieng-Kuntz
Rose Sophie Fatima Dieng, conocida como Rose Dieng-Kuntz (Dakar, 1956 – Niza, 30 de junio de 2008) fue una científica informática senegalesa especializada en inteligencia artificial.

## Biografía
Rosa Sophie Fatima Dieng nació en Dakar y creció en Senegal, en una familia de siete hermanos y hermanas. Procedente de un entorno muy humilde, su madre era analfabeta. Recibió una educación severa -de la que ella afirmaría estar agradecida- en la que la única forma concebible de prosperar era a través de la escuela.
Estudió en el liceo Van-Vollenhoven de Dakar, donde destacó como estudiante de Matemáticas, y también de Francés, Latín y Griego. Obtuvo una beca para continuar sus estudios en París, en el Liceo Fénelon.
Fue la primera mujer africana que estudió en la prestigiosa École polytechnique francesa, en 1976.
Tras diplomarse en Ingeniería en la École Nationale Supérieure des Télécommunications, Dieng-Kuntz se doctoró en Informática en la Universidad de París-Sur y comenzó a trabajar en inteligencia artificial para la empresa Digital Equipment Corporation.
El área de especialización para su doctorado fue la especificación del paralelismo.
En Digital Equipment conoció a Pierre Haren, que deseaba crear un grupo de investigación en el Institut National de Recherche en Informatique et en Automatique (INRIA) -un centro de investigación nacional francés que se centra en informática, teoría de control y matemática aplicada, y donde su campo de especialización era en el conocimiento compartido en la World Wide Web- para desarrollar generadores de sistemas expertos. En 1985, Rose abandonó Digital para trabajar en el INRIA, donde se incorporó al proyecto SMECI, liderado por Haren. En este proyecto se trataba de desarrollar una herramienta genérica que permitiera posteriormente construir toda una serie de aplicaciones. Dieng-Kuntz era la encargada de las "explicaciones": el objetivo era crear un sistema experto capaz de explicar sus razonamientos a los usuarios.
Cuando Haren abandonó el INRIA en 1988, Dieng-Kuntz permaneció en el INRIA. El proyecto SMECI pasó a ser el proyecto SECOIA, dirigido por Bertrand Neveu. Rose Dieng-Kuntz empezó entonces a interesarse por los sistemas de adquisición de datos, y desde 1992 hasta su finalización en 2006 lideró el proyecto ACACIA (Acquisition des connaissances pour l'assistance à la conception par interaction entre agents) en el centro del INRIA de Sophia Antipolis.
Falleció en 2008 a consecuencia de una larga enfermedad. Su defunción recibió cobertura de medios de comunicación nacionales. La ministra francesa de Investigación y Educación Superior, Valérie Pécresse, expresó su tristeza y emitió una declaración que sobre la muerte de Rose Dieng Kuntz: "Francia y el mundo de ciencia acaban de perder una mente visionaria y un talento inmenso".
Sus últimas investigaciones se centraban en la administración del conocimiento y la Web semántica. Fue muy activa en la difusión de su pasión por la ciencia entre el alumnado, y en particular entre las alumnas. En sus palabras: 

Respecto al futuro, mi visión una web del conocimiento que conecte a los individuos, organizaciones, países y continentes. La investigación que queremos hacer busca mejorar la cooperación entre las empresas y la comunidad mediante la construcción de “redes de conocimiento”, un objetivo que está en consonancia con el objetivo de Europa de evolucionar de una “sociedad de la información” a una “sociedad del conocimiento”

Rose Dieng-Kuntz

## Premios y distinciones
- Premio Irène Joliot-Curie, 2005
- Caballero de la Legión de Honor, 2006.

## Publicaciones
Es autora de nueve libros y más de cien artículos sobre inteligencia artificial, gestión del conocimiento, ontología, web semántica, grafos conceptuales y sistemas multiagentes.
- Leading the Web in Concurrent Engineering: Next Generation Concurrent Engineering (Frontiers in Artificial Intelligence and Applications), 2006. Con P. Ghodous y G. Loureiro. (ISBN 1586036513).
- Knowledge Management and Organizational Memories, 2002. (ISBN 1461353181).
- Knowledge management : Méthodes et outils pour la gestion des connaissances, 2005. (ISBN 2100496352).